# Yone Kamio
Yone Kamio (神尾 米, Kamio Yone, née le 22 novembre 1971 à Yokohama) est une joueuse de tennis japonaise, professionnelle entre 1990 et 1996.

## Carrière
Yone Kamio a remporté un tournoi ITF en simple à Machida en 1992. En 1993, issue des qualifications, elle parvient en quart de finale à Tokyo où elle est battue par la n°2 mondiale Steffi Graf. Ce résultat lui permet de faire une incursion dans le top 100. Elle est championne du Japon en 1994.
Elle réalise sa meilleure saison en 1995 en se hissant à trois reprises au 3e tour dans les tournois du Grand Chelem à l'Open d'Australie, à Wimbledon (victoire sur Helena Suková) et à l'US Open. Elle est aussi demi-finaliste à Hobart, Strasbourg et Nagoya. Au bénéfice de ces bons résultats, elle atteint le 24e rang mondial en simple le 16 octobre.
Elle a pris sa retraite à seulement 25 ans en raison d'une blessure chronique à l'épaule. Depuis, elle travaille comme entraîneur et consultante pour la télévision japonaise. Elle est aussi directrice générale adjointe à la Fédération japonaise de tennis.

## Palmarès

### Titre en double dames
Aucun

### Finales en double dames
| No | Date       | Nom et lieu du tournoi   | Catégorie | Dotation  | Surface         | Vainqueures               | Partenaire     | Score    |          |
| -- | ---------- | ------------------------ | --------- | --------- | --------------- | ------------------------- | -------------- | -------- | -------- |
| 1  | 08-04-1991 | Suntory Japan Open Tokyo | Tier IV   | 150 000 $ | Dur (ext.)      | Amy Frazier Maya Kidowaki | Akiko Kijimuta | 6-2, 6-4 | Parcours |
| 2  | 27-09-1993 | Sapporo Open Sapporo     | Tier IV   | 100 000 $ | Moquette (int.) | Yayuk Basuki Nana Miyagi  | Naoko Kijimuta | 6-4, 6-2 | Parcours |

## Parcours en Grand Chelem

### En simple dames
| Année | Open d'Australie | Open d'Australie  | Internationaux de France | Internationaux de France | Wimbledon      | Wimbledon         | US Open         | US Open           |
| ----- | ---------------- | ----------------- | ------------------------ | ------------------------ | -------------- | ----------------- | --------------- | ----------------- |
| 1992  | 1er tour (1/64)  | Noëlle van Lottum | -                        | -                        | -              | -                 | -               | -                 |
| 1993  | 1er tour (1/64)  | Petra Thoren      | -                        | -                        | -              | -                 | 1er tour (1/64) | Natalia Medvedeva |
| 1994  | 2e tour (1/32)   | Gigi Fernández    | 1er tour (1/64)          | Silke Meier              | 2e tour (1/32) | Lori McNeil       | 2e tour (1/32)  | Kimiko Date       |
| 1995  | 3e tour (1/16)   | Irina Spîrlea     | 1er tour (1/64)          | Nathalie Tauziat         | 3e tour (1/16) | Mariaan de Swardt | 3e tour (1/16)  | Monica Seles      |
| 1996  | 2e tour (1/32)   | Jana Kandarr      | 1er tour (1/64)          | Ann Grossman             | 2e tour (1/32) | Dominique Monami  | 1er tour (1/64) | Helena Suková     |

À droite du résultat, l’ultime adversaire.

### En double dames
| Année | Open d'Australie            | Open d'Australie          | Internationaux de France    | Internationaux de France  | Wimbledon                     | Wimbledon                 | US Open                      | US Open                  |
| ----- | --------------------------- | ------------------------- | --------------------------- | ------------------------- | ----------------------------- | ------------------------- | ---------------------------- | ------------------------ |
| 1992  | 2e tour (1/16) Ayako Hirose | Lori McNeil Nicole Provis | -                           | -                         | -                             | -                         | -                            | -                        |
| 1993  | -                           | -                         | -                           | -                         | -                             | -                         | 1er tour (1/32) K. Nagatsuka | Jo Durie G. Helgeson     |
| 1994  | 2e tour (1/16) K. Nagatsuka | Jana Novotná A. Sánchez   | 2e tour (1/16) D. Jones     | L. Davenport Lisa Raymond | 1er tour (1/32) Tina Križan   | Lori McNeil Rennae Stubbs | 1er tour (1/32) N. Kijimuta  | Patty Fendick M. McGrath |
| 1995  | 2e tour (1/16) N. Kijimuta  | M. McGrath Rennae Stubbs  | 1er tour (1/32) N. Kijimuta | A. Dechaume F. Labat      | 1er tour (1/32) Hiromi Nagano | Julie Halard N. Tauziat   | 2e tour (1/16) N. Kijimuta   | G. Fernández N. Zvereva  |
| 1996  | 1er tour (1/32) F. Labat    | Amy Frazier Kimberly Po   | -                           | -                         | -                             | -                         | -                            | -                        |

Sous le résultat, la partenaire ; à droite, l’ultime équipe adverse.

## Classements WTA en fin de saison
| Année          | 1989 | 1990 | 1991 | 1992 | 1993 | 1994 | 1995 | 1996 |
| Rang en simple | 333  | 267  | 263  | 127  | 113  | 80   | 28   | 119  |
| Rang en double | 622  | 426  | 110  | 114  | 185  | 120  | 81   | 143  |

Source : (en) Classements de Yone Kamio sur le site officiel de la Fédération internationale de tennis
Source : (en) « Classements de Yone Kamio », sur le site officiel du WTA Tour